# Gourgen de Klarjéthie
Pour les articles homonymes, voir Gourguen.
Gourgen Ier de Klarjéthie (mort en 1012) est un prétendant au trône de Géorgie et un roi auto-proclamé de Tao-Klarjéthie.
Gourgen Bagration est le fils aîné de Bagrat Bagration, lui-même frère de David II d'Artanoudji. Il succède à son oncle en 993 sur le trône héréditaire d'Artanoudji-Calarzène et s'associa son frère cadet Soumbat.
En 1008, son cousin éloigné Bagrat d'Ibérie unifie toutes les provinces de Géorgie et crée ainsi le royaume unifiée de Géorgie. Toutefois, Gourgen et Soumbat, qui sont les héritiers légitimes du trône d'Ibérie par leur ancêtre Adarnassé, fils aîné de saint Achot, ne souhaitent pas voir un usurpateur sur le trône héréditaire de Géorgie et décident de riposter en prenant le titre de « roi de Tao-Klarjétie et des Klarjethes ». Mais ils ne peuvent résister bien longtemps car le nouveau roi Bagrat III de Géorgie les vainc et les emprisonne en 1011. Leurs enfants se réfugient à Constantinople et Gourgen est finalement exécuté en 1012.
Il a eu un fils unique :
- Démétrè, prétendant au trône de Géorgie